# 斎藤真理子
斎藤 真理子（さいとう まりこ、1960年 - ）は、日本の韓国語翻訳者、著述家、編集者。

## 人物
新潟県新潟市生まれ。父は新潟大学名誉教授の物理学者で、宮沢賢治の研究者としても知られる斎藤文一。姉は文芸評論家の斎藤美奈子。明治大学文学部史学地理学科考古学専攻卒業。
1980年から大学のサークル「自主講座・朝鮮語」で朝鮮語を学び始め、1991年からソウル延世大学語学堂に留学。2015年、パク・ミンギュ『カステラ』で第1回日本翻訳大賞受賞。2020年に韓国文学翻訳院の第18回韓国文学翻訳賞文化体育観光部長官賞を受賞。2025年にハン・ガン『別れを告げない』で第76回読売文学賞（研究・翻訳部門）を受賞。

## 著書
- 『韓国文学の中心にあるもの』（イースト・プレス） 2022年7月、増訂版2025年
- 『本の栞にぶら下がる』（岩波書店）2023年9月
- 『隣の国の人々と出会う　韓国語と日本語のあいだ』（創元社） 2024年8月
- 『在日コリアン翻訳者の群像』（編集グループSURE）2024年9月

### 共編著
- 『韓国・フェミニズム・日本 完全版』（責任編集、河出書房新社） 2019年11月
- 『本にまつわる世界のことば』（温又柔, 中村菜穂, 藤井光, 藤野可織, 松田青子, 宮下遼共著、長崎訓子絵、創元社） 2019年
- 『韓国文学を旅する60章』(波田野節子, きむふな共編著、明石書店、エリア・スタディーズ） 2020年12月
- 『曇る眼鏡を拭きながら』（くぼたのぞみ共著、集英社） 2023年10月

## 翻訳
- 『カステラ』（パク・ミンギュ、クレイン） 2014年
- 『こびとが打ち上げた小さなボール』（チョ・セヒ、河出書房新社） 2016年
- 『ピンポン』（パク・ミンギュ、白水社） 2017年
- 『ギリシャ語の時間』（ハン・ガン、晶文社） 2017年
- 『誰でもない』（ファン・ジョンウン、晶文社） 2017年
- 『三美スーパースターズ最後のファンクラブ』(パク・ミンギュ、晶文社、韓国文学のオクリモノ)  2017年11月
- 『野蛮なアリスさん』（ファン・ジョンウン、河出書房新社） 2018年
- 『鯨』（チョン・ミョングァン、晶文社） 2018年
- 『すいかのプール』（アンニョン・タル、岩波書店） 2018年
- 『フィフティー・ピープル』（チョン・セラン、亜紀書房） 2018年
- 『82年生まれ、キム・ジヨン』（チョ・ナムジュ、筑摩書房） 2018年
- 『すべての、白いものたちの』（ハン・ガン、河出書房新社） 2018年
- 『羞恥』（チョンスチャン、みすず書房） 2018年8月
- 『回復する人間』（ハン・ガン、白水社） 2019年
- 『ダブル サイドA / B』（パク・ミンギュ、筑摩書房） 2019年
- 『ヒョンナムオッパへ 韓国フェミニズム小説集』（チョナムジュ, チェウニョン, キムイソル, チェジョンファ, ソンボミ, クビョンモ, キムソンジュン、白水社） 2019年2月
- 『誰にでも親切な教会のお兄さんカン・ミノ』（イ・ギホ、亜紀書房） 2020年
- 『保健室のアン・ウニョン先生』（チョン・セラン、亜紀書房） 2020年
- 『優しい暴力の時代』（チョン・イヒョン、河出書房新社） 2020年
- 『ディディの傘』（ファン・ジョンウン、亜紀書房） 2020年
- 『アヒル命名会議』（イ・ラン、河出書房新社） 2020年
- 『3人のママと3つのおべんとう』（ククチスン、ブロンズ新社） 2020年
- 『韓国の小説家たち 1』(イギホ, ピョンヘヨン, ファンジョンウン, キムヨンス, クォンヨソン、ノスンヨン, チョンヨンジュン聞き手、呉永雅, きむふな, 清水知佐子, 橋本智保共訳、クオン、クオンインタビューシリーズ） 2020年10月
- 『もう死んでいる十二人の女たちと』（パク・ソルメ、白水社） 2021年
- 『声をあげます』（チョン・セラン、亜紀書房） 2021年
- 『サハマンション』（チョ・ナムジュ、筑摩書房） 2021年
- 『まだまだという言葉』（クォン・ヨソン、河出書房新社） 2021年
- 『3人のパパと3つの花束』（クク・チスン、ブロンズ新社） 2021年
- 『最後のライオニ 韓国パンデミックSF小説集』（古川綾子, 清水博之共訳、河出書房新社） 2021年
- 『シソンから』（チョン・セラン、亜紀書房） 2022年
- 『年年歳歳』（ファン・ジョンウン、河出書房新社） 2022年
- 『引き出しに夕方をしまっておいた』（ハン・ガン、きむふな共訳、クオン） 2022年
- 『タワー』（ペ・ミョンフン、河出書房新社） 2022年
- 『遠きにありて、ウルは遅れるだろう』（ペ・スア、白水社） 2023年
- 『どれほど似ているか』（キム・ボヨン、河出書房新社）2023年
- 『未来散歩練習』（パク・ソルメ、白水社）2023年
- 『翼 李箱作品集』（光文社古典新訳文庫） 2023年
- 『別れを告げない』（ハン・ガン、白水社） 2024年